# Vanderveen
Vanderveen was een restaurant in Amsterdam, dat opende in november 2018. Bij de uitreiking van de Michelinsterren voor 2023, ontving het een ster.

## Locatie
Het restaurant bevond zich in de Noord-Hollandse plaats Amsterdam, in de Prinses Irenebuurt. De eetgelegenheid was gevestigd in een hoekpand aan de Beethovenstraat en de Gerrit van der Veenstraat. Hier is de naam van afgeleid.

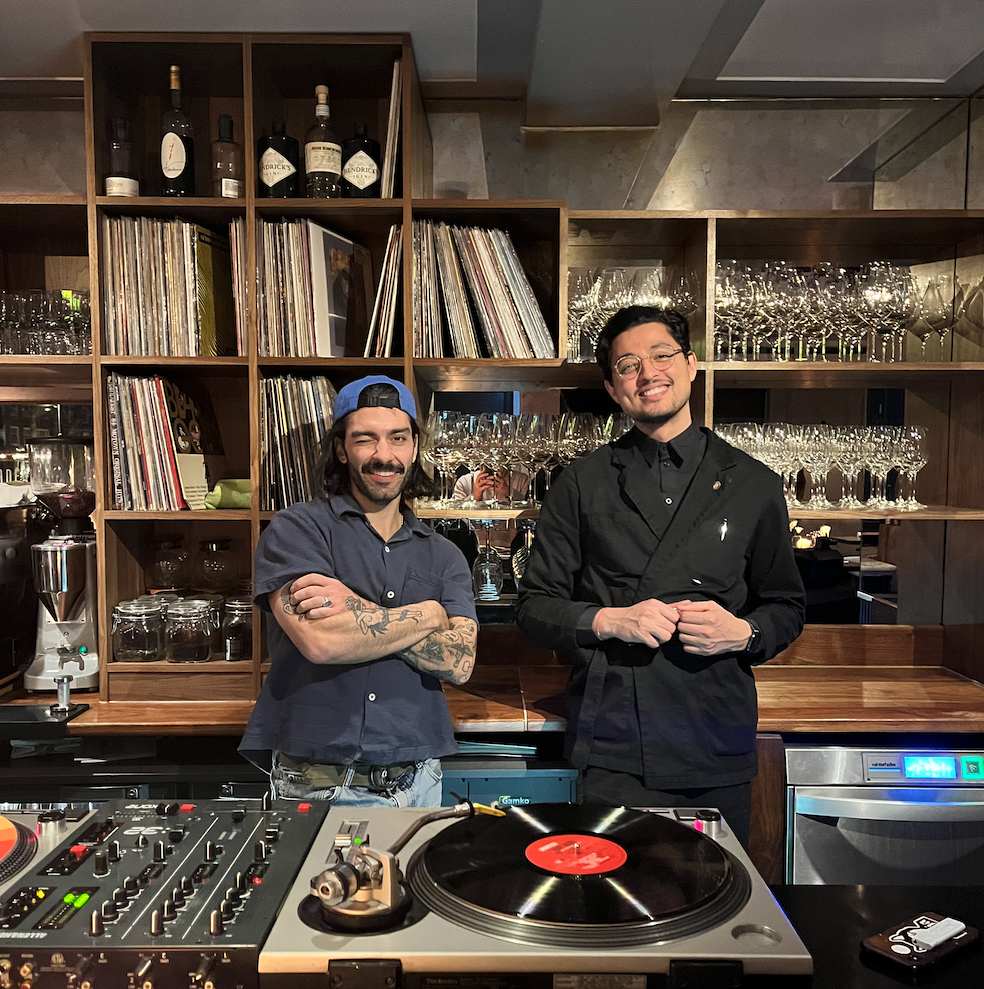
Chef George Kataras (links) en sommelier Mohammed Aous.

## Geschiedenis
Horecaondernemers Thijs Koster en Marius van der Werff opende de eetgelegenheid in november 2018 als dagzaak met laagdrempelige gerechten op de kaart. Medio juli 2022 werd een nieuwe chef aangetrokken, de Griekse kok George Kataras. Hij deed ervaring op bij het met drie Michelinsterren bekroonde Geranium en het met één ster onderscheiden Rijks. Gedurende de daaropvolgende periode veranderde Vanderveen geleidelijk naar een luxe restaurant.
In april 2023, bij de uitreiking van de Michelinsterren voor 2023, ontving Vanderveen een ster. In hetzelfde jaar had de eetgelegenheid 15,5 van de 20 punten in de GaultMillau-gids. In mei 2023 werd bekendgemaakt dat Vanderveen op 20 mei 2023 de deuren zou sluiten.